# Okresní soud v Lounech
Okresní soud v Lounech je okresní soud se sídlem v Lounech, jehož odvolacím soudem je Krajský soud v Ústí nad Labem. Soud se nachází v historické budově s bezbariérovým přístupem na Sladkovského ulici. Rozhoduje jako soud prvního stupně ve všech trestních a civilních věcech, ledaže jde o specializovanou agendu (nejzávažnější trestné činy, insolvenční řízení, spory ve věcech obchodních korporací, hospodářské soutěže, duševního vlastnictví apod.), která je svěřena krajskému soudu.

## Soudní obvod
Obvod Okresního soudu v Lounech se shoduje s okresem Louny, patří do něj tedy území těchto obcí:
Bitozeves •
Blatno •
Blažim •
Blšany •
Blšany u Loun •
Brodec •
Břvany •
Cítoliby •
Čeradice •
Černčice •
Deštnice •
Dobroměřice •
Domoušice •
Holedeč •
Hříškov •
Hřivice •
Chlumčany •
Chožov •
Chraberce •
Jimlín •
Koštice •
Kozly •
Krásný Dvůr •
Kryry •
Lenešice •
Libčeves •
Liběšice •
Libočany •
Libořice •
Lipno •
Lišany •
Líšťany •
Louny •
Lubenec •
Měcholupy •
Nepomyšl •
Nová Ves •
Nové Sedlo •
Obora •
Očihov •
Opočno •
Panenský Týnec •
Peruc •
Petrohrad •
Pnětluky •
Počedělice •
Podbořanský Rohozec •
Podbořany •
Postoloprty •
Raná •
Ročov •
Slavětín •
Smolnice •
Staňkovice •
Toužetín •
Tuchořice •
Úherce •
Velemyšleves •
Veltěže •
Vinařice •
Vrbno nad Lesy •
Vroutek •
Vršovice •
Výškov •
Zálužice •
Zbrašín •
Žatec •
Želkovice •
Žerotín •
Žiželice

## Historie

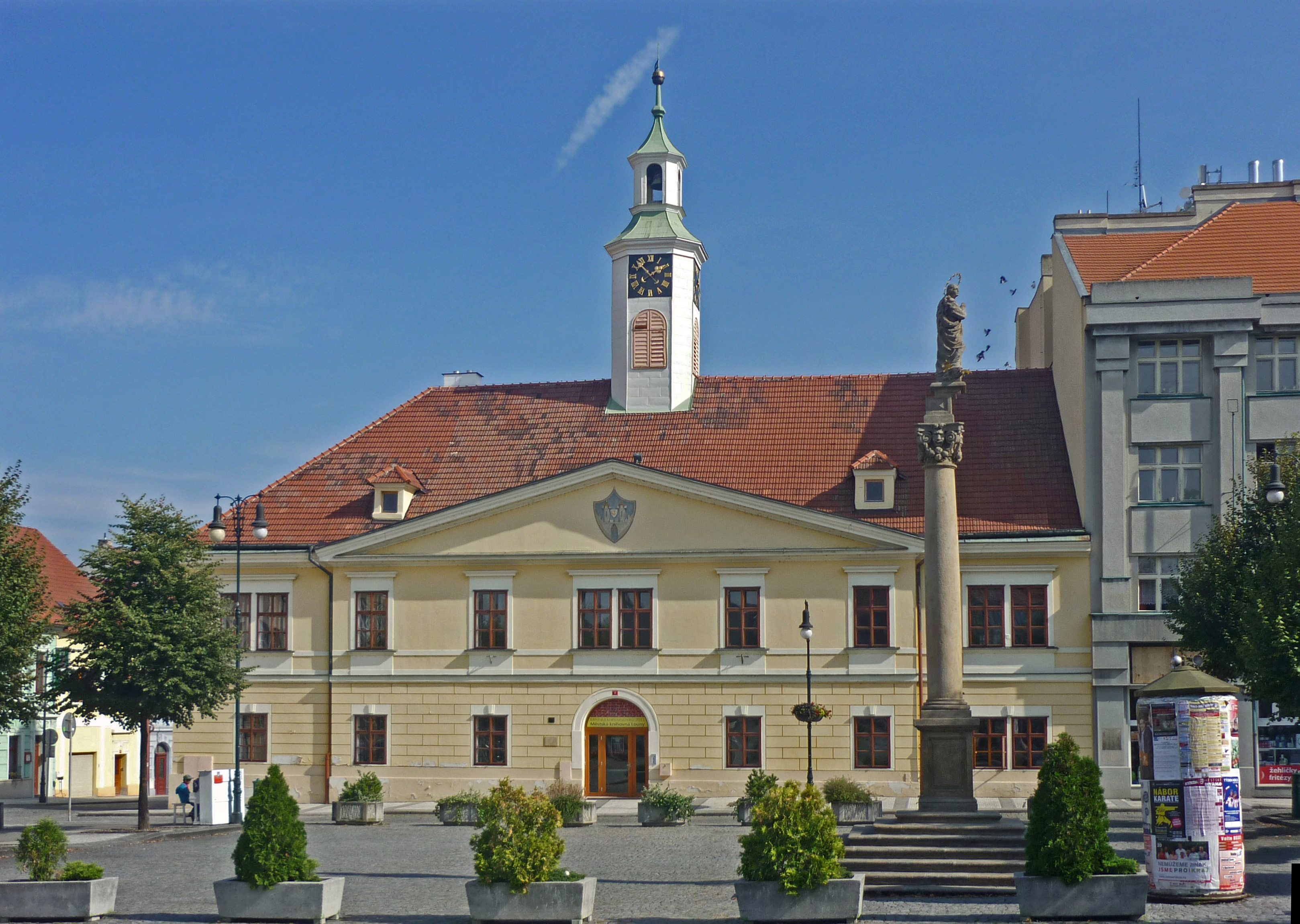
Bývalá radnice – dřívější budova soudu, dnes městská knihovna

Okresní soud v Lounech sídlil na adrese Mírové náměstí 1 v budově bývalé radnice, kde dnes sídlí městská knihovna Louny. O stěhování do nové budovy na křižovatce Poděbradovy a Sladovnické ulice se začalo uvažovat na přelomu tisíciletí a v roce 2006 už existoval záměr na přesun knihovny do nové budovy, k čemuž došlo po dvouletých opravách v roce 2010.